# Makiraglasögonfågel
Makiraglasögonfågel (Zosterops rendovae) är en fågelart i familjen glasögonfåglar inom ordningen tättingar.

## Utseende och läte
Makiraglasögonfågeln är en liten tätting med mestadels olivgrön ovansida. På undersidan är den grå på buk, bröst och strupen, under stjärten gul. Framför ögat syns en otydligt avgränsad svart fläck. Arten liknar salomonglasögonfågeln, men ovansidan är mindre gul och strupen grå. Bland lätena hörs ljudliga men mjuka "peeeu" och ljusa "peep-peep" under födosök.

## Utbredning och systematik
Makiraglasögonfågel förekommer enbart på ön Makira i Salomonöarna. Taxonomin kring fågeln är synnerligen komplicerad och omdiskuterad, både vad gäller artgränser och vad de olika taxonen ska kallas. Tidigare inkluderades guadalcanalglasögonfågeln (Zosterops oblitus) och bougainvilleglasögonfågeln (Zosterops hamlini) som underarter, då med svenska trivialnamnet gråstrupig glasögonfågel. Sedan 2021 urskiljs dock dessa som egna arter av International Ornithological Congress (IOC) och denna linje följs här.
Länge var det oklart vilket vetenskapligt namn som hade prioritet för arten. Det började med att Ramsay (1881) beskrev en ny art från Makira som Tephras olivaceus. Tristram (1882) flyttade arten till Zosterops, men Zosterops olivaceus var upptaget vilket medförde att den behövde ett nytt vetenskapligt artnamn. Tristram gav den namnet rendovae och bifogade en beskrivning av arten samt ett konstaterande att det rörde sig om samma fågel som Ramsay beskrev. Beskrivning rörde dock en annan individ från ön Rendova, inte Makira. På så vis hade Tristram beskrivit två arter med samma namn. 
Senare samma år gav Ramsay arten namnet ugiensis. Mees (1955) argumenterade dock att rendovae borde appliceras på T. olivaceus och gav populationen på Rendova namnet paradoxus istället. Idag anses rendovae vanligen ha prioritet för populationen på Makira, medan taxonet på Rendova (paradoxus) behandlas som underart till tetepareglasögonfågel (Z. tetiparius).

## Levnadssätt
Makiraglasögonfågeln hittas i skog och skogsbryn på mellan 500 och 2000 meters höjd, sällsynt ner till 50 meter över havet.

## Status
Trots det begränsade utbredningsområdet och att den tros minska i antal anses beståndet vara livskraftigt av internationella naturvårdsunionen IUCN. 